# Куркума довга
Курку́ма до́вга (Curcuma longa) — багаторічна рослина родини імбирних (Zingiberaceae). Батьківщиною куркуми довгої вважають Індію. Обробляють в Індії, Китаї, Індонезії, Японії, Шрі-Ланці, Камбоджі, на Мадагаскарі та Реюньйон, в країнах Карибського басейну. Головний виробник і експортер куркуми на світовому ринку — Індія. Виробництво куркуми в цій країні наприкінці 80-х років досягло 300 тис. т, експорт — 17,5 тис. тон.[джерело?]

## Ботанічний опис рослини
Куркума — багаторічна трав'яниста рослина. Підземна частина представлена мичкуватим коренем і потовщеними кореневищами, товстішими і більш округлими, ніж в імбиру. На кінцях кореневищ формуються відростки, які називаються пальцями. На кореневищах відростають листки, що утворюють несправжнє стебло до 60 см заввишки. Листки ланцетоподібні, загострені, світло-зелені.
Суцвіття колосоподібне, довжиною до 10–15 см. Квітки блідо-жовті, трубчасті, за будовою дуже подібні з квіткою імбиру. Головна відмінність між ними в тому, що у куркуми довгої у квітці дві безплідні пелюсткоподібні тичинки, а в імбиру лише одна. Плід — коробочка, тристулкова, утворюється дуже рідко.

## Особливості вегетації
Рослина теплолюбна і вологолюбна. Найсприятливіші для неї легкі за складом піщані та суглинисті ґрунти. Реакція ґрунтового розчину нейтральна або з незначними відхиленнями в той чи інший бік. В дикому вигляді куркума довга виростає на піщаному ґрунті в рясно зволожених долинах або на схилах пагорбів уздовж східного і західного узбережжя Індії.

## Посів та посадка
Агротехніка куркуми довгої така ж, як і імбиру. Розмножують її вегетативним способом — частинами кореневищ. Насіння утворюється дуже рідко. У деяких випадках на ділянках разом з куркумою вирощують ущільнювальні культури — ямс, колоказію та ін. Гарні результати одержують при внесенні гною, а також азотно-калійних добрив. У районах з недостатньою кількістю опадів або з нерівномірним їх випаданням високий ефект дає зрошення.

## Збирання врожаю

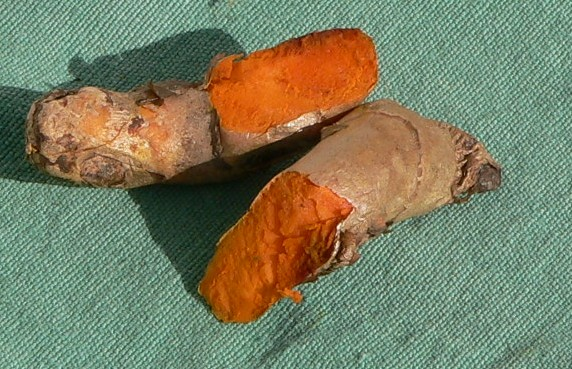
Кореневища куркуми

Збирання кореневищ починають з пожовтінням листя. Середній їх збір з 1 га становить близько 17 т, а в Індії при внесенні гною і зрошенні він може досягати 28 т/га. Викопані кореневища очищають від землі і дрібних корінців, а потім обробляють окропом. Після сушіння протягом 5–7 днів кореневища стають дуже твердими, на розрізі блищать (рогоподібна консистенція), тонуть у воді. В Індії для реалізації на внутрішньому ринку таку обробку не роблять, а обмежуються тільки очищенням кореневищ від непотрібних домішок.

## Використання рослини
У продаж надходять кореневища різної форми і шматочки циліндричних бічних пагонів. Куркума містить ефірну олію (1,5–5,0 %), у складі якої є цінгіберен (25 %), борнеол та інші терпеноїди. В кореневищах містяться жовті пігменти (2,5–4,5 %), серед яких — куркумін, який застосовується для фарбування шовку і бавовняного волокна. Куркуму широко використовують як приправу до їжі, барвник для харчових продуктів, в медицині. Олія куркуми застосовується в парфумерії, косметиці, для ароматизації різних страв, як сурогат шафрану. В країнах Південно-Східної Азії її широко використовують в релігійних ритуалах.